# Herculano de Perúgia
Herculano de Perúgia (em italiano:  Sant' Ercolano; Perúgia, data desconhecida -  fl. 549 em Perúgia) foi um bispo de Perúgia e é o santo patrono dessa cidade. Seu principal dia consagrado é 7 de novembro; seu dia consagrado secundário é celebrado em 1º de março. Conforme São Gregório o Grande em seus Diálogos, Herculano sofreu martírio quando Tótila, rei dos Ostrogodos, capturou Perúgia em 549.
Antes de a cidade ser capturada, diz-se que Herculano tentou salvar a cidade com um velho truque: ele alimentou com o último saco de cereal ao último cordeiro. O objetivo disso era dar às forças ostrogodas a impressão de que os perugianos tinham alimento de sobra, e eram capazes de alimentar um fraco cordeiro com seu precioso cereal. Com comida de sobra, eles seriam portanto capazes de resistir ao cerco. Contudo, Tótila não foi enganado por esse truque e capturou a cidade da mesma forma.
Esse mesmo truque foi também atribuído a Gagliaudo, que salvou sua cidade (Alessandria)--com sucesso—das forças de Frederico Barba Ruiva. Uma interpretação da lenda é encontrada no romance de Umberto Eco Baudolino.
Diz-se que Tótila comandou que Herculano fosse completamente esfolado. Contudo, o soldado ostrogodo encarregado de executar essa grotesca tarefa teve piedade do bispo e decapitou Herculano antes de que o esfolamento tivesse sido completado.
Gregório escreve que quarenta dias depois de a cabeça de Herculano ter sido cortada fora, ela foi encontrada reunificada com o corpo.
Os habitantes do castelo de Cisterna, sobre o rio Apúlia, estavam sob controle perúgio; eles tinham de enviar três libras de cera para Perúgia para a festa de Santo Herculano.

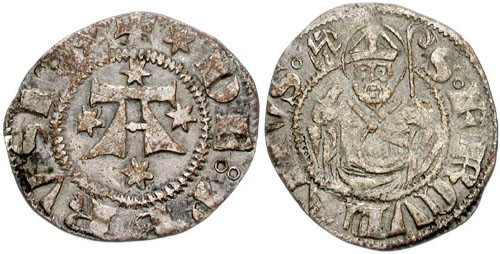
Moeda perúgia do século XV (CNG Coins). Ela exibe o meio busto de Santo Herculano, segurando um báculo.

## Templos
- Cagli (ex-diocese de Cagli), pieve de Sant'Ercolano (século XIII)